# Samut Sakhon
Samut Sakhon (taj. สมุทรสาคร) – miasto w południowej Tajlandii w regionie Tajlandia Centralna, stolica prowincji Samut Sakhon. W 2019 roku liczyło 67 515 mieszkańców.